# 田丽玉

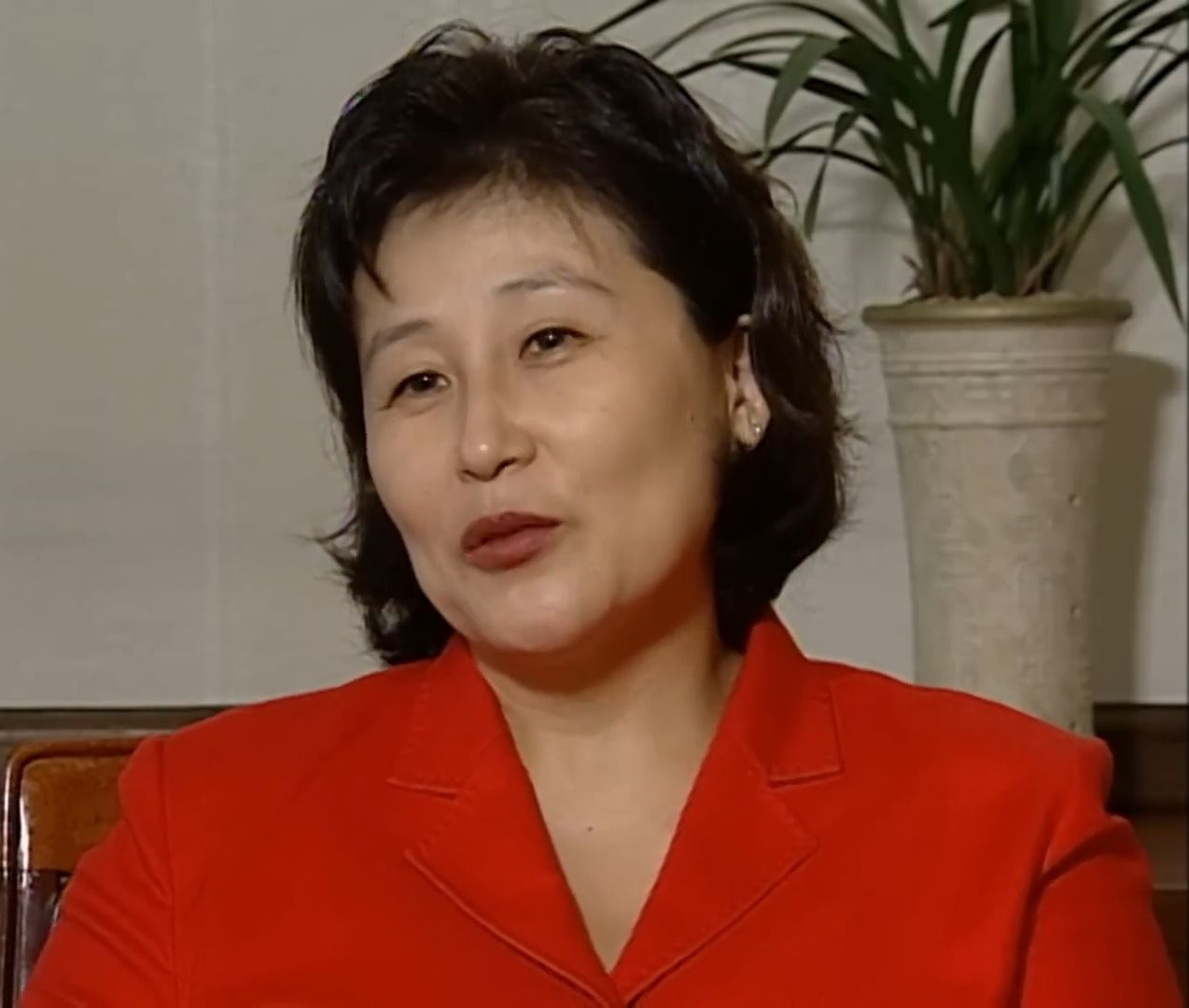
田丽玉

田丽玉（韓語：전여옥；1959年4月9日—），韓国的政治人物及作家，小說家。17，18任韓国国会議員。

朴槿惠当选总统之前，同为新国家党前身大国家党国会议员并曾担任过朴槿惠助理的田丽玉2012年出了《i 田丽玉》一书。书中引用新国家党推进幸福委员会委员金鍾寅（김종인）在大选期间任该党非常对策委员会委员时说的话：
|  | （朴槿惠）比过去可是大有进展了。但还是初级水准，自己说的话好像自己也没能真正理解。 |

《i 田丽玉》书中田丽玉还透露，曾是朴槿惠亲信时期所经历过的几个轶事，评朴槿惠“阴暗、没人情味”，说：“（朴槿惠与大多政客一样）乘坐国内航班时，利用经济舱。但她的旁坐除了满席等特殊情况外一般是留空。坐经济舱的理由是什么？不就是与人们交融吗？” 书中田丽玉还回忆了曾被网民嘲讽为“马屁精”的、替朴槿惠戴雨衣帽的事件。田氏说“当时任党代表的朴槿惠是想实验当时任党代言人的田丽玉自己（忠诚）”，田氏说是，当时在场的几位党元老和党领导的一再嘱咐乃至大声呵斥下，田丽玉说自己忍着委屈替一直沉默不语的朴槿惠戴雨衣帽的。

## 外部連結
- 田麗玉:韓国国会[永久] 
- Oktoktok （页面存档备份，存于） 
- 田丽玉的 Blog （页面存档备份，存于） 

1. ↑  i 전여옥 （页面存档备份，存于），현문，2012.01.10
2. ↑  전여옥 “박근혜, 대통령 될 수도 되어서도 안된다” （页面存档备份，存于），“옛날에 비하면 엄청나게 나아진 거지요. 그런데 아직 초보 수준이고 자기가 얘기하는 것이 다 알고 얘기하는 것 같지는 않고 옛날보다 나아진 것은 있지요.”韓民族日報，2012年12月4日
3. ↑  전여옥 “박근혜, 대통령감 아니다” 일갈 （页面存档备份，存于），Herald，2012年12月4日
4. ↑  박근혜와 전여옥 （页面存档备份，存于），newdaily，강재천，2012年1月11日